# 空中客车A318
空中客车A318（英語：Airbus A318），也叫「迷你空中巴士」，是空中客车A320系列中最小，也是产量最低的成員。

## 概述
在空中巴士公司亚洲部、中國航空工業公司和新加坡科技有限公司的合作開發項目AE31X取消後宣布啟動。在開發階段時使用代號是「A319M3」，「M3」表示「減去3處機身結構」，因此從這裏便可以看出A318其實是由A319直接衍生出來的。 這一類型比標準型短了6米，輕了14噸。凡是接受過A320型飛機訓練的機師可以不用取得額外的認證就可以駕駛A318，因為它的特性跟它的姊妹機型是大致上一樣的。
A318在2個級别客艙配置下可以搭載109名乘客，可以替代早期的波音737和道格拉斯DC-9型，同时也是現在的737-600和717（本質上是DC-9改進）的競爭對手。截至2016年9月共生產了80架。
A318可提供最大起飛重量（MTOW）59噸－68噸，最大巡航距離2,750公里（1,500海里）－6,000公里（3,250海里）的不同配置。低起飛重量犧牲了巡航能力換來更加經濟的區域航線實行能力；高起飛重量弥补了A320家族邊際航線的適應能力。A318比A320更輕的重量能給它的巡航距離帶來大約10%的提升，這樣它就可以在一些A320服務不到的航線上服務：例如倫敦城市機場。這一型號主要用於中型城市之間的短程，低停留密度航線。
A318與A320家族其他型號相比有個主要的不足就是貨艙門相對標準集裝箱來說是太小，這樣不能如其他A320型號裝載LD3貨櫃，幾乎沒有可能運載大一點的貨物。
處於設計階段，A318就碰到了好幾塊絆腳石。首先就是911以後對新飛機的需求急劇下降。另外一個就是普惠（Pratt & Whitney）新研製的渦輪風扇發動機耗油量比預期高：同時通用電氣公司效率更高的發動機投放市場，令許多A318客戶因此收回訂單，其中有中國國際航空公司，美國航空和英國航空。雖然空中巴士希望A318面向支線飛機市場，但美國和歐洲不少機場，都是把它按照大型客機的標準收取著陸費，而區域航空公司已經避免這種情況發生。
改型由2台CFM56-5或普惠PW6000引擎提供21,600到23,800磅f（96到106千牛頓力）推力。邊疆航空，美西航空和法國航空這些最初用戶於2003年開始接收，邊疆航空於當年7月接收第一架飛機。A318價格大約是3900-4500萬美元，日常飛行大約花費3,000美元/500英里。A318的競爭機型是波音737-600。
除了作為支線客機外，A318亦用作重型公務機，並有包括一二三航空在內的若干公務機公司正在營運這款客機。

## 历史
空巴工業公司亞洲部、中國航空工業公司和新加坡科技有限公司的合作開發項目AE31X取消後宣布啟動。A318在開發階段時使用代號是「A319M3」。